# Gonomyia (Gonomyia) securiformis
Gonomyia (Gonomyia) securiformis is een tweevleugelige uit de familie steltmuggen (Limoniidae). De soort is waargenomen in Bulgarije, Italië, Tsjechië en Zwitserland. De steltmug vliegt in juni en juli.